# Милорадович, Александр Григорьевич
Александр Григорьевич Милорадович (27 августа 1793, Черниговская губерния — 21 февраля 1868 Черниговская губерния) — российский государственный деятель украинского происхождения, участник Отечественной войны 1812 года, черниговский гражданский губернатор, действительный статский советник.

## Биография
Старший сын Григория Петровича Милорадовича и жены его Александры Павловны Милорадович, урождённой Кочубей.
Первые годы детства провел в родительском доме. В десять лет вместе с отцом отправился в Санкт-Петербург и получив в немецкой Петропавловской воспитательной школе (Петришуле) элементарное воспитание, перешел в Санкт-Петербургский педагогический институт, где жил у профессора Кукольника, бывшего потом директором Нежинского лицея князя Безбородько.
Александр Григорьевич по тогдашнему обычаю, зачислен на службу ещё в 1805 году. В 13 лет от роду он поступил в Государственную коллегию актуариусом.
По окончании с отличием (как это видно из аттестата) курса наук, он, на основании указа 1809 года, получил чин коллежского секретаря, а в 1813 году произведен в переводчики.
С 1813 года и началась действительная служба Александра Григорьевича. Из коллегии иностранных дел он был командирован в 1814 году в Париж к генерал-фельдмаршалу князю Барклаю-де-Толли, и вслед за этим произведен в 1814 году в титулярные советники, а в 1815 году в коллежские асессоры и переведен вследствие прошения в департамент министерства юстиции.
В 1818 году перешел на службу к тогдашнему Малороссийскому генерал-губернатору князю Репнину, где во время своей службы в 1820 году был произведен в надворные советники, а в 1823 году за примерную службу удостоен награждения орденом Святого Владимира 4 степени. В том же 1823 году произведен в коллежские советники и определен в Правительствующий Сенат в 1-е отделение 5-го департамента за обер-прокурорский стол. В это время Милорадович, служа в Петербурге жил в доме графини А. И. Безбородко вдовы действительного статского советника Ильи Андреевича и бывал очень много в свете, где был всеми любим.
25 декабря 1825 года Милорадович произведен в статские советники. По Высочайшему повелению в 1826 году командирован членом комиссию для открытия тайной торговли золотом. В продолжении исследования означенного дела, получил Высочайшее благоволение, а по окончании данного следствия, в 1827 году Всемилостливейше награждён орденом Святой Анны 2 степени, и по возвращении из Оренбургской губернии вступил в исправление должности обер-прокурора 1-го департамента Сената, в 1829 году. В 1830 году произведен в действительные статские советники и уволен по прошению от службы.
В том же году Милорадович вернулся на родину. Был избран дворянством Черниговской губернии на должность генерального судьи, а затем председателем гражданской палаты. В каковой должности он и был утвержден Высочайшим указом данным Правительствующему Сенату 5-го июня 1831 года. Состоя в должности генерального судьи Милорадович неоднократно исправлял должность председателя уголовной палаты, а также несколько раз должность Черниговского гражданского губернатора.
В 1833 году по выбору дворянства Высочайше утвержден почетным попечителем Черниговской губернской гимназии. В 1836 году вновь утвержден попечителем на следующее трехлетие и в том же году Всемилостливейше награждён орденом Святой Анны 2 степени украшенный Императорской короной.
Родной брат Александра Григорьевича Алексей Григорьевич много раздавал бедным денег и часто занимал, вследствие чего после своей смерти он оставил долг в размере 15.000 рублей. Александр Григорьевич не имея в это время денег, старался чтобы память о брате была чиста, поэтому он ещё при жизни своих родителей занял 15.000 рублей которые в 1838 году возросли до 40.000 рублей и уплатил весь долг.
В 1834 году Александр Григорьевич женился на своей дальней родственнице Софии Григорьевне Туманской, и первые годы женитьбы своей он проживал в имении жены в Вознесенском глуховском уезде, а также Милорадович частенько жил у своей тещи генеральши Туманской в полтавской губернии хорольского уезда в селе Ивановка.
В 1838 году в селе Ивановке посетил его приятель и родственник государственный человек Михаил Михайлович Сперанский. Дочь Сперанского Елизавета Михайловна замужем за двоюродным братом Александра Григорьевича, Александром Алексеевичем Фроловым-Багреевым.
Сперанский осенью 1838 года возвращался из своего имения Буромки полтавской губернии, в Петербург и посетил Милорадовича.
В 1838 году у Милорадовича скончалась мать и он в наследство получил её имение в Черниговской губернии городницкого уезда с тысячью душ крепостных крестьян и домом в Чернигове. Получив в наследство такое имение Александр Григорьевич всю свою деятельность направил на усовершенствование своего хозяйства и в скором времени сделал значительные улучшения, а именно устроены были винокурня и сахарный полунаровый завод, улучшены и увеличены порода и число скота, устроены отдельные хутора, всё это было сделано без малейшего отягощения крестьян. Крестьяне при жизни оказывали ему любовь и по смерти его изъявили искреннее сожаление об утрате их бывшего помещика, доброго для них и во время крепостного права. В 1846 году Александр Григорьевич в третий раз ездил за границу, где он пробыл около двух лет. В первый раз в 1814 году при взятии Парижа, второй раз в 1824 году, когда он отвозил своего родного брата Иллариона Григорьевича в Дрезден.
Возвратившись из-за границы в конце 1847 года он поселился в Петербурге для воспитания своих детей, и до 1862 года зимой постоянно жил в Петербурге, а летом и осенью в своих имениях, которые постепенно увеличивались поступавшими в его владения имении умерших его трех бездетных братьев.
В 1838 году Высочайше утвержден членом Черниговского тюремного комитета, в этом звании он состоял около тридцати лет. В 1839 году по выбору дворянства Высочайше утвержден почетным попечителем черниговской губернской гимназии на третье трехлетие. В этом же 1839 году ему Всемилостливейше пожалован орденом Святого Владимира 3-й степени. В должности попечителя Черниговской губернской гимназии оставался до 1842 года.

## Смерть
С 1862 года Александр Григорьевич большую часть жизни проводил в пределах Черниговской губернии
В конце 1864 года после его поездки за границу, он стал терять зрение, врачи связали ослабление зрения с возрастом. После своего возвращения из-за границы зиму 1864—1865 годов он провел в Петербурге и совершенно здоровый возвратился в Чернигов.
В 1868 году 1 февраля по возвращении из прогулки, с ним сделался сильный удар, онемела вся левая сторона. Болезнь, по-видимому, была не опасна. Понемногу Александр Григорьевич стал выздоравливать, он уже мог понемногу ходить, но затем произошел вторичный удар. 19 февраля стало очевидно, что смерть неизбежна, Александр Григорьевич стал причащаться и молится. Скончался 21 февраля 1868 года в шесть часов вечера. За несколько минут до смерти он целовал руку своей супруги.
25 февраля тело Александра Григорьевича было перенесено в Троицко-Ильинский монастырь, а 27 февраля предано земле в склепе под собором церкви Троицкого монастыря. Похоронен он был возле могил отца и матери. Отпевание совершали: ректор черниговской духовной семинарии Архимандрит Евгении, Архимандрит Феодосии и священник варваринского прихода Александр Юшаков, бывший в продолжении многих лет духовным отцом Александра Григорьевича.